# Орден Святой Елизаветы (Бавария)
Орден Святой Елизаветы (нем. Saint Elisabethenorden) — женский рыцарский благотворительный орден в Баварии. Он был назван в честь Елизаветы Августы Зульцбахской, жены курфюрста Карла Теодора Баварского. Официально учреждён 18 октября 1766 года и подтверждён Папой Климентом XII 31 января.

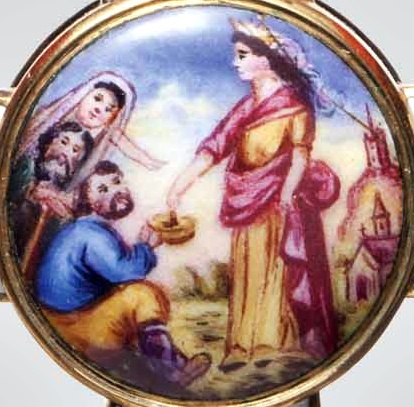
Оригинальный медальон курфюрста Палатина, позднее Баварского ордена Святой Елизаветы (разработан в 1767 году, современная версия около 1900 года)

## История
Первая супруга курфюрста Карла Теодора Пфальцского, Елизавета Августа, дочь пфальцграфа Иосифа Карла Эммануила Зульцбахского, основала этот женский орден в честь своей святой покровительницы и тёзки 18 октября 1766 года как чисто благотворительное учреждение для бедных. Он был утверждён 31 января 1767 года папой Климентом XII и наделён различными индульгенциями. Обязательными условиями для кандидатов являются католическая религия и «Seize Quartiers» — доказательство благородного происхождения через шестнадцать поколений своих предков или предков мужа. Однако Великая Госпожа имеет право назначать неограниченное число дам из княжеских домов и своего двора, а также шесть других замужних или овдовевших дам благородного, но не древнего происхождения. Выдвижение происходит либо на Пасху, либо в День Святой Елизаветы (19 ноября). Вступительный взнос составляет четыре дуката. Знак отличия представляет собой белый эмалированный крест, на одной стороне которого изображена святая Елизавета, раздающая милостыню бедным, а на другой — инициалы основательницы. Он носится на левой груди на голубой ленте с красной каймой. Ни один член Союза не может появиться на публике без него, за исключением штрафа в один дукат. Король назначает Великую Госпожу.

## Список дам ордена
- Мария Валерия Австрийская (1868—1924) — дочь австрийского императора Франца Иосифа I и императрицы Елизаветы.
- Гизела Австрийская (1856—1932) — имперская принцесса и эрцгерцогиня Австрийская, принцесса Венгерская и Богемская, принцесса Баварская — вторая дочь императора Франца Иосифа I и его супруги Елизаветы Баварской.
- Мария Елизавета Баварская (1784—1849) — баварская принцесса, в замужестве — принцесса Ваграмская, княгиня Невшательская, дочь герцога Вильгельма Баварского и Марии Анны Цвайбрюкен-Биркенфельдской, жена французского маршала времён Первой империи Луи Александра Бертье.
- Мария Гогенцоллерн-Зигмаринген
- Жозефина Каролина Бельгийская
- Генриетта Бельгийская
- Изабелла Антония фон Круа
- Луи́за Франсуаза Мария Лаура Орлеанская
- Мария Грация Пия Бурбон-Сицилийская (1878—1973) — принцесса из дома Сицилийских Бурбонов; в замужестве — императорская принцесса Бразилии.
- Мария Тереза Испанская (1882—1912) — была второй младшей дочерью Альфонса XII, короля Испании и его второй жены Марии Кристины Австрийской. Мария Тереза с рождения была инфантой Испании, а после брака c принцем Фердинандом Баварским она стала именоваться, как принцесса Баварская и инфанта Испании.
- Амелия Филиппина де Бурбон (1834—1905) — испанская инфанта, дочь инфанта Франсиско де Паула, внучка короля Карла IV, двоюродная сестра королевы Изабеллы II, тетка короля Альфонсо XII. Её отец приходился родным дядей её матери.
- Евгения Максимилиановна Лейхтенбергская (1845—1925) — член Российского императорского дома (с титулом «Императорское высочество»).